# Ejército Unido Libertador de Chile
El Ejército Unido Libertador de Chile fue una agrupación militar formada tras la batalla de Chacabuco por las unidades del Ejército de los Andes más las formaciones chilenas del nuevo Ejército de Chile que organizó el gobierno de Bernardo O'Higgins que se le incorporaron. El Ejército Unido fue comandado por O'Higgins entre 1817 y 1818, por José de San Martín en 1818 y por Antonio González Balcarce entre 1818 y 1819. El Ejército Unido combatió en acciones como Curapalihue, Cerro Gavilán, Talcahuano, Cancha Rayada, Maipú, entre otras.

Bandera de la Expedición Libertadora del Perú

Después de la victoria de Maipú, el gobierno de Bernardo O'Higgins reorganizó las unidades de este Ejército Unido para conformar la posterior Expedición Libertadora del Perú. Al nuevo cuerpo se incorporó un estandarte con los colores de la actual bandera de Chile con tres estrellas que simbolizaban a los tres países involucrados (Argentina, Chile y Perú) cuya representación hoy se conserva en el Museo Nacional de Antropología, Arqueología e Historia del Perú, Lima.